# Dreieck Bad Neuenahr-Ahrweiler
Het Dreieck Bad Neuenahr-Ahrweiler ligt in de Duitse deelstaat Rijnland-Palts.
Op dit trompetknooppunt ten noorden van Bad Neuenahr-Ahrweiler sluit de A573 vanuit Bad Neuenahr-Ahrweiler aan op de A61 Venlo-Dreieck Hockenheim.

## Richtingen knooppunt
| Aansluitende wegen                               | Aansluitende wegen                     | Aansluitende wegen              | Aansluitende wegen | Aansluitende wegen |
| ------------------------------------------------ | -------------------------------------- | ------------------------------- | ------------------ | ------------------ |
|                                                  |                                        | L79 richting Grafschaft-Ringen  |                    |                    |
|                                                  |                                        |                                 |                    |                    |
| richting Bonn / Keulen / Mönchengladbach / Venlo | richting Sinzig / Koblenz Ludwigshafen |                                 |                    |                    |
|                                                  |                                        |                                 |                    |                    |
|                                                  |                                        | richting Bad Neuenahr-Ahrweiler |                    |                    |